# Ivan Zupan (arhitekt)
Ivan Zupan, slovenski arhitekt, urbanist, publicist * 12 . 11 1888, † 23. 3.1948.
Bil je sin organista Ivana Zupana in Neže Šušteršič ter nečak orglarja Ignacija Zupana. Brata Zupan sta se istega dne poročila s sestrama Šušteršič.
Leta 1911 je končal izobraževanje na Tehnični šoli Strelitz v Nemčiji. Njegovi strokovni in poljudni prispevki so bili objavljeni v revijah in časopisih: Domači Prijatelj,
, Slovenec, Jutro in Zdravstveni Vestnik.
V letih 1924-1927 je načrtal in vodil gradnjo vrtne kolonije Stan in dom v Ljubljani.

## Dela
- Stan in dom (1924 - 1927)[4]
- Mokronog, Vila Vera (1933)[5]
- Kranj - Vila Rotarjeva 1(1933)[6]
- Maribor - Vila Turnerjeva 41 (1934)[7]